# POWER9
POWER9（パワーナイン）は、IBMが2017年に発表したスーパースカラー型シンメトリックマルチプロセッサ。64ビットのPower Architectureベースのマイクロプロセッサで、POWER8の後継。

## 概要
POWER9は製造プロセス14nmおよびFinFET SOIを採用し、スケールアウト用の12コア SMT8および24コア SMT4、スケールアップ用の12コア SMT8および24コア SMT4の、4つのバリエーションで登場した。またPOWER9のアーキテクチャはOpenPOWER Foundationのメンバーにライセンシングのために公開され、修正される。
2016年9月のHot Chips 28 で事前発表され、2017年12月5日にPOWER9を採用するPower System AC922サーバとともに出荷開始が発表された。
2019年8月のHot Chips 31でPOWER9 AIO(Advanced I/O)が2020年リリース予定と発表された。

## 用途
- IBM
  - Power System AC922 （AI向けモデル） - 2017年12月発表[5]
  - Power System S914, Power System S922, Power System S924（スケールアウトモデル）、Power System L922（Linux専用モデル）、Power System H922, Power System H924（SAP HANA向けモデル） - 2018年2月発表[7]
  - Power System LC921, Power System LC922（ストレージ搭載Linux専用モデル）- 2018年5月発表[8]
  - Power System E980, Power System E950（スケールアップモデル）- 2018年8月発表[9]
  - Power System IC922（AI向けモデル）- 2020年3月発表
- 日立製作所
  - SR24000/DL1 （ディープラーニング向けモデル） - 2018年1月発表[10]
- Raptor Computing Systems
  - Talos II [11]
  - Blackbird
- Penguin Computing
  - Magna PE2112GTX[12]
- Google - Zaius/Barreleye G2 server（Rackspaceと協業して開発[13][14]）2018年3月、Googleはデータセンターに設置開始していると発表[15]
- Summit - アメリカ合衆国エネルギー省のオークリッジ国立研究所にある2019年11月時点で世界一の計算能力を持つスーパーコンピュータ(TOP500リスト)
- Sierra - アメリカ合衆国エネルギー省のローレンス・リバモア国立研究所のスーパーコンピュータ